# Miguel Gutiérrez Ortega
Miguel Gutiérrez Ortega (Madrid, 27 de juliol de 2001) és un futbolista professional espanyol que juga principalment com a lateral esquerre al Girona FC.

## Carrera de club

### Reial Madrid
Nascut a Madrid, Gutiérrez va començar a jugar al planter del Getafe CF abans d'unir-se al Reial Madrid el 2011. El juliol del 2017 l'aleshores entrenador del Manchester United José Mourinho estava interessat en el fitxatge del jove espanyol, però el jove de 16 anys finalment va decidir quedar-se al Reial Madrid.
Durant l'estiu del 2019, Gutiérrez va ser impulsat al primer equip per l'entrenador Zinedine Zidane per participar en l'Audi Cup, arran de la lesió del nouvingut Ferland Mendy. Aleshores va ser el primer jugador d'un centre d'entrenament del Reial Madrid nascut l'any 2001 a incorporar-se al primer equip.
Va fer el seu debut com a professional amb el Reial Madrid el 21 d'abril de 2021, entrant com a substitut en una victòria per 3-0 contra el Cadis. La seva primera titularitat va ser el 15 de maig de 2021, amb una victòria per 4-1 a Granada.

### Girona
El 5 d'agost de 2022, Gutiérrez va signar pel Girona FC amb un contracte fins al 30 de juny de 2027, amb el Reial Madrid conservant el 50% dels seus drets i una clàusula de venda.

## Palmarès
Reial Madrid
- UEFA Champions League: 2021–22

Reial Madrid Juvenil A
- Lliga Juvenil de la UEFA: 2019-20

Espanya sub-19
- Campionat d'Europa sub-19 de la UEFA: 2019

Espanya sub-23
- Medalla d'or en els Jocs Olímpics: 2024[11]